# Oldřich Haičman (ředitel charity)
Oldřich Haičman (* 3. srpna 1963), je český manažer, ředitel Diecézní charity Brno.

## Biografie
Po maturitě vystudoval Strojní fakultu Vysokého učení technického v Brně. Do začátku devadesátých let 20. století pracoval jako projektant ropných rafinerií, v roce 1992 přijal výzvu vybudovat Charitu brněnské diecéze.
Následně už ve funkci ředitele diecézní Charity doplňoval své znalosti díky magisterskému studiu sociální politiky a sociální práce na Univerzitě v Hradci Králové (specializace komunikace v psychologii řízení, lidský faktor v procesu řízení), kurzům a workshopům.
Sedm let (1. 9. 2005 – 31. 12. 2006 a 1. 1. 2007 – 31. 1. 2013) působil jako ředitel celostátní Charity ČR – na této pozici se ředitelé diecézních Charit střídají.
Dne 29. června 2007 mu brněnský biskup Vojtěch Cikrle medaili sv. Petra a Pavla jako poděkování za dlouholetou obětavou práci pro církev.